# Can Pol (Sant Esteve de Palautordera)
Can Pol és una masia de Sant Esteve de Palautordera (Vallès Oriental) inclosa a l'Inventari del Patrimoni Arquitectònic de Catalunya.

## Descripció
Gran masia senyorial de planta baixa i dos pisos. La coberta és a dues vessants. La façana, arrebossada i pintada, és molt simètrica. Ha sofert transformacions. Hi ha un petit ràfec i un rellotge de sol en el segon pis.

## Història
Aquesta casa està en restauració. Hi ha una data en la pedra de la clau de l'arc de la porta d'entrada en la qual es pot llegir la data de 1800. Aquesta pot ser la data de la restauració general de la casa, ja que sembla molt més antiga. Al davant hi ha un gran jardí.